# Élections générales espagnoles de 2011 en Galice
Les élections générales espagnoles de 2011 (en espagnol : Elecciones generales de España de 2011) se sont tenues le dimanche 20 novembre 2011 afin d'élire les 350 députés et 208 des 266 sénateurs de la Xe législature des Cortes Generales. 23 députés sont élus en Galice.

## Résultats

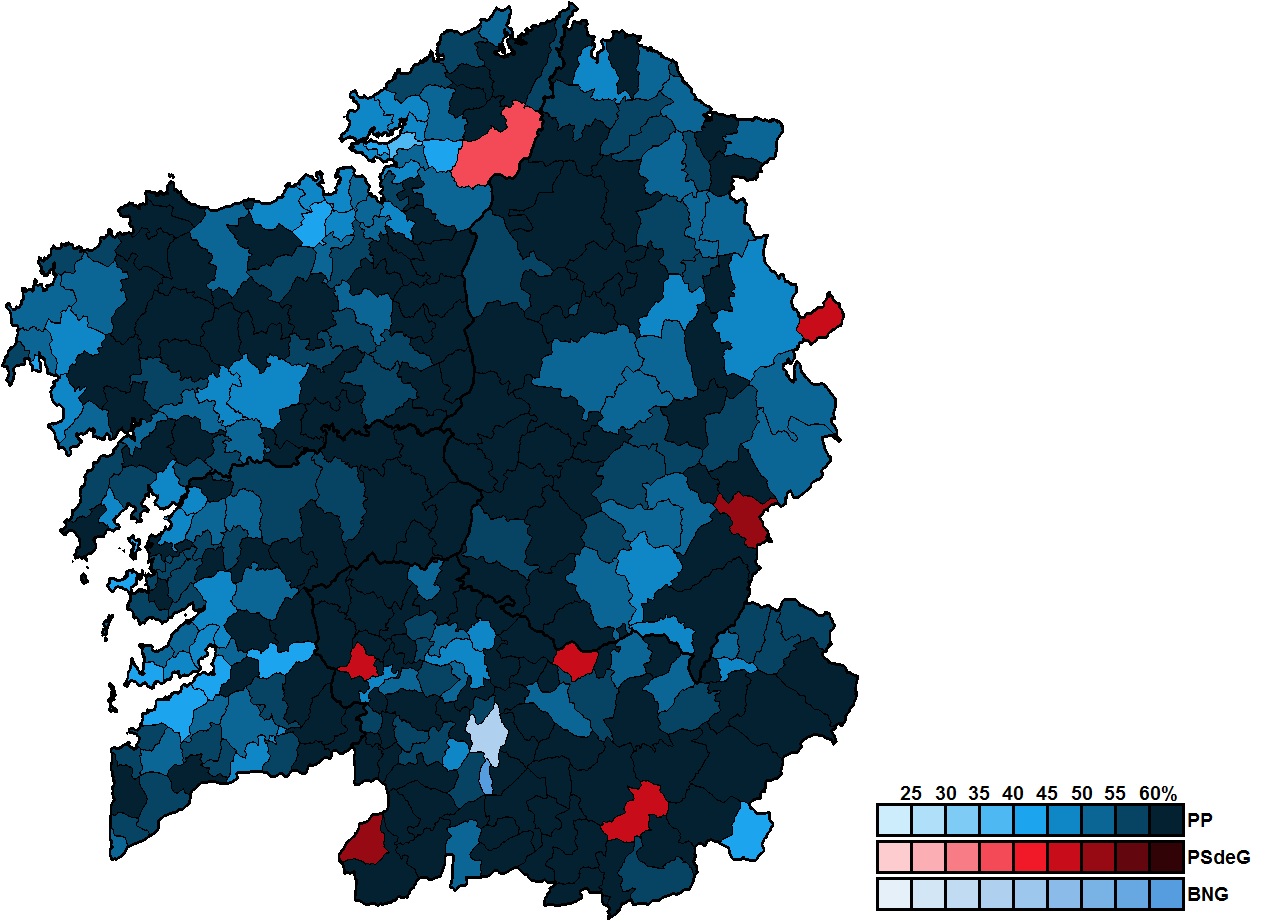
Résultats par commune.

| Parti                  | Parti                                                   | Voix      | %     | +/-           | Sièges | +/-           |
| ---------------------- | ------------------------------------------------------- | --------- | ----- | ------------- | ------ | ------------- |
|                        | Parti populaire (PP)                                    | 864 567   | 52,53 | 8,67          | 15     | 4             |
|                        | Parti des socialistes de Galice (PSdeG-PSOE)            | 457 633   | 27,81 | 12,83         | 6      | 4             |
|                        | Bloc nationaliste galicien (BNG)                        | 184 037   | 11,18 | 0,33          | 2      | en stagnation |
|                        | Gauche plurielle (IU-LV)                                | 67 751    | 4,12  | 2,75          | 0      | en stagnation |
|                        | Union, progrès et démocratie (UPyD)                     | 19 969    | 1,21  | 0,66          | 0      | en stagnation |
|                        | Equo                                                    | 10 059    | 0,61  | Nv.           | 0      | en stagnation |
|                        | Parti animaliste contre la maltraitance animale (PACMA) | 7 374     | 0,45  | 0,03          | 0      | en stagnation |
|                        | Pour un monde + juste (PUM+J)                           | 1 895     | 0,12  | en stagnation | 0      | en stagnation |
|                        | Parti communiste des peuples d'Espagne (PCPE)           | 1 585     | 0,10  | 0,07          | 0      | en stagnation |
|                        | Autres partis                                           | 4 221     | 0,26  | -             | 0      | -             |
|                        | Vote blanc                                              | 26 726    | 1,62  | 0,58          |        |               |
|                        |                                                         |           |       |               |        |               |
| Suffrages exprimés     | Suffrages exprimés                                      | 1 645 817 | 98,38 |               |        |               |
| Votes nuls             | Votes nuls                                              | 27 024    | 1,62  |               |        |               |
| Total                  | Total                                                   | 1 672 841 | 100   | -             | 23     | en stagnation |
| Abstention             | Abstention                                              | 1 015 975 | 37,79 |               |        |               |
| Inscrits/Participation | Inscrits/Participation                                  | 2 688 816 | 62,21 |               |        |               |

### Résultats par provinces

#### La Corogne
| Parti                  | Parti                                                   | Voix      | %     | +/-   | Sièges | +/-           |
| ---------------------- | ------------------------------------------------------- | --------- | ----- | ----- | ------ | ------------- |
|                        | Parti populaire (PP)                                    | 343 270   | 51,52 | 8,85  | 5      | 1             |
|                        | Parti des socialistes de Galice (PSdeG-PSOE)            | 182 056   | 27,32 | 13,69 | 2      | 1             |
|                        | Bloc nationaliste galicien (BNG)                        | 77 945    | 11,70 | 0,27  | 1      | en stagnation |
|                        | Gauche plurielle (IU-LV)                                | 30 557    | 4,59  | 3,02  | 0      | en stagnation |
|                        | Union, progrès et démocratie (UPyD)                     | 8 812     | 1,32  | 0,72  | 0      | en stagnation |
|                        | Equo                                                    | 4 802     | 0,72  | Nv.   | 0      | en stagnation |
|                        | Parti animaliste contre la maltraitance animale (PACMA) | 2 709     | 0,41  | 0,22  | 0      | en stagnation |
|                        | Pour un monde + juste (PUM+J)                           | 1 241     | 0,19  | 0,09  | 0      | en stagnation |
|                        | Parti communiste des peuples d'Espagne (PCPE)           | 776       | 0,12  | Nv.   | 0      | en stagnation |
|                        | Parti humaniste (PH)                                    | 694       | 0,10  | 0,05  | 0      | en stagnation |
|                        | Autres partis                                           | 1 282     | 0,19  | -     | 0      | -             |
|                        | Vote blanc                                              | 12 173    | 1,83  | 0,65  |        |               |
|                        |                                                         |           |       |       |        |               |
| Suffrages exprimés     | Suffrages exprimés                                      | 666 317   | 98,45 |       |        |               |
| Votes nuls             | Votes nuls                                              | 10 520    | 1,55  |       |        |               |
| Total                  | Total                                                   | 676 837   | 100   | -     | 8      | en stagnation |
| Abstention             | Abstention                                              | 408 395   | 37,63 |       |        |               |
| Inscrits/Participation | Inscrits/Participation                                  | 1 085 232 | 62,37 |       |        |               |

#### Lugo
| Parti                  | Parti                                                   | Voix    | %     | +/-   | Sièges | +/-           |
| ---------------------- | ------------------------------------------------------- | ------- | ----- | ----- | ------ | ------------- |
|                        | Parti populaire (PP)                                    | 121 422 | 56,10 | 11,58 | 3      | 1             |
|                        | Parti des socialistes de Galice (PSdeG-PSOE)            | 61 357  | 28,35 | 13,10 | 1      | 1             |
|                        | Bloc nationaliste galicien (BNG)                        | 19 811  | 9,15  | 1,64  | 0      | en stagnation |
|                        | Gauche plurielle (IU-LV)                                | 6 603   | 3,05  | 2,10  | 0      | en stagnation |
|                        | Union, progrès et démocratie (UPyD)                     | 2 020   | 0,93  | 0,46  | 0      | en stagnation |
|                        | Parti animaliste contre la maltraitance animale (PACMA) | 1 054   | 0,49  | Nv.   | 0      | en stagnation |
|                        | Unification communiste de l'Espagne (UCE)               | 293     | 0,14  | Nv.   | 0      | en stagnation |
|                        | Convergence XXI (C.XXI)                                 | 247     | 0,11  | Nv.   | 0      | en stagnation |
|                        | Vote blanc                                              | 3 628   | 1,68  | 0,77  |        |               |
|                        |                                                         |         |       |       |        |               |
| Suffrages exprimés     | Suffrages exprimés                                      | 216 435 | 98,21 |       |        |               |
| Votes nuls             | Votes nuls                                              | 3 944   | 1,79  |       |        |               |
| Total                  | Total                                                   | 220 379 | 100   | -     | 4      | en stagnation |
| Abstention             | Abstention                                              | 130 472 | 37,19 |       |        |               |
| Inscrits/Participation | Inscrits/Participation                                  | 350 851 | 62,81 |       |        |               |

#### Ourense
| Parti                  | Parti                                                   | Voix    | %     | +/-   | Sièges | +/-           |
| ---------------------- | ------------------------------------------------------- | ------- | ----- | ----- | ------ | ------------- |
|                        | Parti populaire (PP)                                    | 115 796 | 56,68 | 9,39  | 3      | 1             |
|                        | Parti des socialistes de Galice (PSdeG-PSOE)            | 57 340  | 28,07 | 10,91 | 1      | 1             |
|                        | Bloc nationaliste galicien (BNG)                        | 19 054  | 9,33  | 1,51  | 0      | en stagnation |
|                        | Gauche plurielle (IU-LV)                                | 4 757   | 2,33  | 1,64  | 0      | en stagnation |
|                        | Union, progrès et démocratie (UPyD)                     | 1 677   | 0,82  | 0,37  | 0      | en stagnation |
|                        | Equo                                                    | 1 125   | 0,55  | Nv.   | 0      | en stagnation |
|                        | Parti animaliste contre la maltraitance animale (PACMA) | 679     | 0,33  | Nv.   | 0      | en stagnation |
|                        | Pour un monde + juste (PUM+J)                           | 654     | 0,32  | 0,09  | 0      | en stagnation |
|                        | Autres partis                                           | 347     | 0,17  | -     | 0      | -             |
|                        | Vote blanc                                              | 2 857   | 1,40  | 0,66  |        |               |
|                        |                                                         |         |       |       |        |               |
| Suffrages exprimés     | Suffrages exprimés                                      | 204 286 | 98,62 |       |        |               |
| Votes nuls             | Votes nuls                                              | 2 854   | 1,38  |       |        |               |
| Total                  | Total                                                   | 207 140 | 100   | -     | 4      | en stagnation |
| Abstention             | Abstention                                              | 155 539 | 42,89 |       |        |               |
| Inscrits/Participation | Inscrits/Participation                                  | 362 679 | 57,11 |       |        |               |

#### Pontevedra
| Parti                  | Parti                                                   | Voix    | %     | +/-   | Sièges | +/-           |
| ---------------------- | ------------------------------------------------------- | ------- | ----- | ----- | ------ | ------------- |
|                        | Parti populaire (PP)                                    | 284 079 | 50,84 | 7,15  | 4      | 1             |
|                        | Parti des socialistes de Galice (PSdeG-PSOE)            | 156 880 | 28,08 | 12,45 | 2      | 1             |
|                        | Bloc nationaliste galicien (BNG)                        | 67 227  | 12,03 | 0,52  | 1      | en stagnation |
|                        | Gauche plurielle (IU-LV)                                | 25 834  | 4,62  | 3,05  | 0      | en stagnation |
|                        | Union, progrès et démocratie (UPyD)                     | 7 460   | 1,34  | 0,79  | 0      | en stagnation |
|                        | Equo                                                    | 4 132   | 0,74  | Nv.   | 0      | en stagnation |
|                        | Parti animaliste contre la maltraitance animale (PACMA) | 2 932   | 0,52  | 0,29  | 0      | en stagnation |
|                        | Parti communiste des peuples d'Espagne (PCPE)           | 809     | 0,14  | Nv.   | 0      | en stagnation |
|                        | Autres partis                                           | 1 358   | 0,24  | -     | 0      | -             |
|                        | Vote blanc                                              | 8 068   | 1,44  | 0,39  |        |               |
|                        |                                                         |         |       |       |        |               |
| Suffrages exprimés     | Suffrages exprimés                                      | 558 779 | 98,29 |       |        |               |
| Votes nuls             | Votes nuls                                              | 9 706   | 1,71  |       |        |               |
| Total                  | Total                                                   | 568 485 | 100   | -     | 7      | en stagnation |
| Abstention             | Abstention                                              | 321 569 | 36,13 |       |        |               |
| Inscrits/Participation | Inscrits/Participation                                  | 890 054 | 63,87 |       |        |               |